# Azizam
"Azizam" é uma canção gravada pelo músico inglês Ed Sheeran, lançada pelas editoras discográficas Gingerbread Man e Warner como o primeiro single de Play (2025), o oitavo álbum de estúdio do artista. Composta e produzida por Sheeran juntamente com Ilya Salmanzadeh, Johnny McDaid, e Savan Kotecha, uma versão em língua persa com participação do cantor iraniano Googoosh foi também distribuída a partir de 18 de Abril de 2025.

## Antecedentes e lançamento
"Azizam" foi lançado a 4 de Abril de 2025 em formato digital e através de plataformas de streaming, sob distribuição das editoras discográficas Gingerbread Man e Warner. Na Itália, a canção foi promovida através de estações de rádio de música popular, enquanto nos Estados Unidos, através de estações de rádio de êxitos contemporâneos. Uma versão persa foi também disponibilizada digitalmente a 18 de Abril de 2025. A versão original foi também lançada em formatos físicos, CD single e disco de vinil de 7 polegadas, a 2 de Maio de 2025. Finalmente, uma remistura D.O.D de "Azizam" foi lançada digitalmente a 16 de Maio de 2025.

## Créditos e pessoal
Os seguintes créditos foram adaptados do serviço Tidal:
| - Ed Sheeran — composição, produção, produtor vocal, vozes principais, guitarra, vozes de apoio - Ilya Salmanzadeh — composição, produção, baixo, bateria, teclados, vozes de apoio, programação, engenharia - Johnny McDaid — composição, produção, guitarra, vozes de apoio - Savan Kotecha — composição, produção, vozes de apoio - Graham Archer — produtor vocal - Ganesh Murali — ghatam, pandeireta - Jayesh Kathak — daf - Tapas Ray — santoor, dulcimer martelado, alaúde - Andy — vozes de apoio - Arash — vozes de apoio - Elvira Anderfjärd — vozes de apoio | - Eyelar Mirzazadeh — vozes de apoio - Luka Kloser — vozes de apoio - Citizens of the World Choir — vozes de apoio coral - Graham Archer — engenharia - Jeremy Lertola — engenheiro assistente - Nick Rose — engenheiro assistente - Will Reynolds — engenheiro assistente - Serban Ghenea — misturador - Bryce Bordone — engenheiro assistente de mistura - Stuart Hawkes — masterização |

## Desempenho nas tabelas musicais
| País — Tabela musical (2025)                          | Posição de pico |
| ----------------------------------------------------- | --------------- |
| Austrália — Top 50 Singles (ARIA Charts)              | 20              |
| Áustria — Ö3 Austria Top 40                           | 12              |
| Bielorússia — Airplay (TopHit)                        | 26              |
| Bélgica (Flandres) — Top 50 Singles (Ultratop)        | 4               |
| Bélgica (Valónia) — Top 50 Singles (Ultratop)         | 8               |
| Bulgária — Airplay Chart (PROPHON)                    | 2               |
| Canadá — Hot 100 (Billboard)                          | 12              |
| Canadá — Adult Contemporary (Billboard)               | 4               |
| Canadá — CHR/Top 40 (Billboard)                       | 9               |
| Canadá — Hot Adult Contemporary (Billboard)           | 4               |
| CEI — Airplay (TopHit)                                | 1               |
| Croácia — Airplay Radio Chart Top 100 (Top lista)     | 1               |
| República Checa — Rádio Top 100 (FIIF)                | 9               |
| República Checa — Singles Digital - Top 100 (FIIF)    | 80              |
| Dinamarca — Single Top-40 (Hitlisten)                 | 9               |
| Estónia — Tipp-40 Muusikas Airplay (Eesti Ekspress)   | 4               |
| Finlândia — Radiosoittolista                          | 4               |
| França — Top Singles (SNEP)                           | 54              |
| Alemanha — Top 100 Singles (GfK Entertainment Charts) | 10              |
| Mundo — Global 200 (Billboard)                        | 17              |
| Grécia — International Digital Singles Chart (ΈΕΠΗ)   | 48              |
| Hungria — Editors' Choice Top 40 (MAHASZ)             | 21              |
| Islândia — Lagalistinn (Tonlistinn)                   | 20              |
| Irlanda — Singles Top 50 (IRMA)                       | 13              |
| Israel — International Airplay (Media Forest)         | 1               |
| Itália — Top Singoli (FIMI)                           | 73              |
| Japão — Hot 100 (Billboard)                           | 48              |
| Cazaquistão — Airplay (TopHit)                        | 6               |
| Letónia — Mūzikas Patēriņa Tops (LaIPA)               | 1               |
| Líbano — The Official Lebanese Top 20                 | 4               |
| Lituânia — Top 100 (AGATA)                            | 62              |
| Lituânia — Top 100 Airplay (TopHit)                   | 1               |
| Luxemburgo — Top Songs (Billboard)                    | 19              |
| Malta — Radio Airplay Chart (Radiomonitor)            | 1               |
| Moldava — Airplay (TopHit)                            | 103             |
| Países Baixos — Stichting Nederlandse Top 40          | 6               |
| Países Baixos — Single Top 100 (MegaCharts)           | 14              |
| Nova Zelândia — Top 40 Singles (RMNZ)                 | 29              |
| Nigéria — Top 100 (TurnTable)                         | 53              |
| Macedónia do Norte — Airplay (Radiomonitor)           | 1               |
| Noruega — Topp 40 Singles (VG-lista)                  | 15              |
| Polónia — Airplay Top 100 (OLiS)                      | 4               |
| Polónia — Streaming Top 100 (ZPAV)                    | 37              |
| Portugal — Top 100 Singles (AFP)                      | 122             |
| Roménia — Airplay 100 (Media Forest)                  | 3               |
| Rússia — Top Radio Hits (TopHit)                      | 6               |
| San Marino — Top 50 Airplay (SMRTV)                   | 2               |
| Sérvia — Airplay (Radiomonitor)                       | 11              |
| Eslováquia — Rádio Top 100 (FIIF)                     | 9               |
| Eslováquia — Singles Digital - Top 100 (FIIF)         | 67              |
| Eslovénia — SloTop50 (Radiomonitor)                   | 4               |
| Suécia — Top Singles Top 100 (Sverigetopplistan)      | 8               |
| Suíça — Top Singles Top 75 (Schweizer Hitparade)      | 16              |
| Turquia — International Airplay Chart (Radiomonitor)  | 2               |
| Ucrânia — Airplay (TopHit)                            | 116             |
| Reino Unido — Official Singles Chart Top 100 (OCC)    | 3               |
| Estados Unidos — Billboard Hot 100                    | 28              |
| Estados Unidos — Adult Contemporary (Billboard)       | 10              |
| Estados Unidos — Adult Pop Airplay (Billboard)        | 5               |
| Estados Unidos — Dance/Mix Show Airplay (Billboard)   | 38              |
| Estados Unidos — Pop Airplay (Billboard)              | 12              |
| Venezuela — Top 100 (Record Report)                   | 22              |

| País — Tabela musical (2025)             | Posição |
| ---------------------------------------- | ------- |
| CEI — Airplay (TopHit)                   | 4       |
| Estónia — Top Radio Hits Global (TopHit) | 16      |
| Cazaquistão — Airplay (TopHit)           | 16      |
| Letónia — Top Radio Hits (TopHit)        | 20      |
| Lituânia — Top 100 (TopHit)              | 5       |
| Roménia — Airplay 100 (TopHit)           | 32      |
| Rússia — Airplay (TopHit)                | 14      |